# Krupp und Krause
Krupp und Krause ist ein Fernsehfilm in fünf Teilen. Die Handlung des ersten Teils beschreibt die Industrialisierung Deutschlands bis 1933 und beruht teilweise auf dem Roman Krupp & Krause von Karl Heinrich Helms (Paulus Verlag, 1965). Der Film setzt andere Schwerpunkte als der Roman, indem er die Arbeitswelt des Arbeiters in der Vorkriegszeit mit den (idealisiert dargestellten) Arbeitsverhältnissen im Sozialismus der DDR vergleicht und damit die Entwicklung einer Industrieepoche auf einen Zeitraum von rund 60 Jahre erweitert.

## Hintergrund
Während DDR-Filme in der ersten Hälfte der 1960er Jahre vorwiegend intellektuelle oder bürgerliche Helden darstellen, wie z. B. in Filmen wie Gewissen in Aufruhr oder Columbus 64, die sich als Bündnispartner für den Sozialismus erweisen, kommen gegen Ende der 1960er Jahre Filme hinzu, deren Protagonisten sich als Identifikationsfiguren für jedermann anbieten. Sie sind „proletarische Repräsentationsfiguren und Sympathieträger, die mit der geschichtlichen Entwicklung ihrer Klasse korrespondieren, weil sie die neue Gesellschaft als ihre eigene aufbauen und erstmals selbst zu Vertretern der Macht werden.“
Für die DDR steht Krupp sinnbildlich für den Kapitalismus und seine Ordnung, seine Gesellschaft, seine Strategie und Taktik, die ihre Vertreter nicht offen und ehrlich darlegen können, damit ihm die Bürger folgen. Freiheit gebe es nicht für Krupp und Krause, sondern nur für Krupp oder Krause. Kapitalistische Information und Lüge seien miteinander identisch. Demgegenübergestellt seien Sozialismus, Frieden und Wahrheit miteinander identisch. Die Darstellung des Schwermaschinenbau-Kombinat „Ernst Thälmann“ im fünften Teil, seiner wirtschaftlichen Ausrichtung und seines Handelns im internationalen Maßstab steht beispielhaft für die Eigendarstellung der Wirtschaftsleistung der DDR, wie sie in der achtteiligen Dokumentation DDR – Das sind wir (v. a. Teile 1, 5 und 6) ausführlicher behandelt wird.

## Handlung
Der Film zeigt den Werdegang des Protagonisten Fred Krause, dessen Leben von widersprüchlichen Erkenntnis- und Reifeprozessen während 60 Jahren Arbeiterbewegung gekennzeichnet ist. Krause wächst während des Ersten Weltkriegs als Arbeiterkind eines Krupp-Beschäftigten in Essen auf und erfährt kapitalistische Ausbeutung. Dennoch fängt auch er als Lehrling bei Krupp in der Waffenproduktion an, wo er als junger Arbeiter die gesellschaftlichen Verhältnisse nicht hinterfragt. Als seine Freundin schwanger wird, schickt ihn sein Vater trickreich an die Front. Als er zurückkehrt, wird er mit Inflation und Arbeitslosigkeit konfrontiert. Über seinen Onkel Jüll und die Parteizeitung Vorwärts kommt Fred erstmals mit sozialistischen Ideen in Kontakt, hinterfragt kriegerische Auseinandersetzungen, und schließt sich dem kommunistischen Klassenkampf an. Er erkennt, dass die Krupp-Familie durch ihre Geschäfte mit Tod und Krieg Milliarden verdient.
Während der Weltwirtschaftskrise unterstützt Krause als parteiloser Sozialist den Klassenkampf der Arbeiter in Essen, der in seiner Bedeutung überzogen gezeigt wird, der jedoch zur Geschichtsdarstellung der DDR gehört. Den Zweiten Weltkrieg erlebt er im Konzentrationslager und arbeitet dort abermals für Krupp. Er distanziert sich von seinem Vater und stellt sich als Krupp-Arbeiter in Magdeburg subversiv gegen Pläne seines Arbeitgebers, die Sowjetunion bei einer Warenlieferung zu betrügen. Er arbeitet für eine neue sozialistische Gesellschaft und steigt später zum Werksleiter des Magdeburger Schwermaschinenkombinats auf, dem Nachfolgeunternehmen von Krupp in der DDR.
Der Abspann des ersten Teils gibt an, dass der Film „in freier Gestaltung Motive des Romans“ von Heinrich Helms verwendet habe. Der Roman aus Recklinghausen wurde mit „Roman einer Epoche“ untertitelt. Er endet im Jahr 1933. Krauses weiterer Werdegang, die (in dieser Form nicht historischen) Arbeiteraufstände im Werk während der Wirtschaftskrise, die Gefangenschaft im Krieg, Krauses zweite Ehe und der Wechsel in das Werk in Magdeburg sind die Ergänzungen von Gerhard Bengsch.
Titel der Einzelfolgen
1. Warum ist es am Rhein so schön?
2. Maskenball
3. Bis die Haie torkeln
4. Zerbrochen sind die Ringe
5. Die Zeit der Fundamente und Epilog

Der Titel der ersten drei Folgen „Krupp und Krause“, welche die Entwicklung des Unternehmens bis 1945 darstellen, wurde für die beiden letzten Teile in „Krause und Krupp“ geändert, um die Veränderung der Verhältnisse in der DDR im Titel zu verdeutlichen. Der geänderte Titel steht für den Sieg der Arbeiterklasse. Steht bis Kriegsende vor allem die Produktion von Kriegswaffen bei Krupp im Vordergrund, der sich die Arbeitnehmer unterzuordnen haben, entwickelt sich das Werk in Magdeburg danach zu einem Kombinat, dessen Arbeiter im Mittelpunkt stehen, die mit ihrem Schaffen zum Aufbau einer sozialistischen Gesellschaft beitragen.
Der fünfte Teil enthält die Neuausrichtung des Werks hinsichtlich Produktion und Produktionsmethoden wie etwa Automatisierungsprozesse, sowie einen per Einblendung eingeleiteten fast 30-minütigen Epilog, der am Beispiel des Magdeburger Thälmann-Werks die Wirtschaftspolitik der DDR umreißt, auf die Rolle der Leipziger Messe für das internationale Wirtschaftshandeln der DDR eingeht und danach Krauses distanziertes Zusammentreffen mit seinem Vorgänger in Magdeburg, dem ehemaligen Werksleiter Willibald Mengert, im Grusonwerk. Das Thälmann-Kombinat kann eine komplette Produktionsanlage nach Indien verkaufen, über dessen geplante Zulieferung durch Krupp im Volumen von einem Prozent Mengert verhandeln will. Krause bleibt prinzipientreu und kann erreichen, dass diese Teile statt vom Klassenfeind aus der befreundeten Sowjetunion geliefert werden.
Neben den Ereignissen um Fred Krause werden, vor allem zu Beginn der Einzelfolgen, auch immer wieder Erlebnisse um die Leitung der Firma Krupp gezeigt. Hier steht Direktor Lösinger im Mittelpunkt. Dieser ist zunächst die rechte Hand von Gustav Krupp von Bohlen-Halbach und behält diese Funktion im Verlauf bei, auch nachdem dessen Sohn, Alfried Krupp von Bohlen-Halbach, die Leitung der Firma übernommen hatte. Bei den Ereignissen um Direktor Lösinger wird die Haltung des Direktoriums der Firma Krupp und vor allem der jeweiligen Unternehmenschefs gegenüber dem Nationalsozialismus deutlich gemacht. Während zu Beginn der Handlung Jochen Kirchhoff, der spätere Schwager von Fred Krause, wegen des Verteilens antisemitischer Flugblätter noch strafversetzt wird, setzt sich nach und nach die Haltung durch, dass mit dem nationalsozialistischen Machthabern gute Geschäfte möglich sind. Schließlich steigt der vorher noch strafversetzte Kirchhoff als Verbindungsmann zur Reichsregierung in das Direktorium auf, während der Forschungsleiter Professor Blumenthal in Frühpension geschickt wird, um seine zwangsläufige Entlassung als jüdisches Direktoriumsmitglied zu umgehen. Während einige Personen der Unternehmensleitung als frühzeitige und überzeugte Nationalsozialisten dargestellt werden, stellen Gustav Krupp von Bohlen-Halbach und vor allem Direktor Lösinger Personen dar, die dem Nationalsozialismus ideologisch zwar ablehnend gegenüberstehen, aber diese Bedenken zugunsten der wirtschaftlichen Möglichkeiten in den Hintergrund drängen. Es wird sogar angedeutet, dass Direktor Lösinger infolge seiner Teilnahme am Stauffenberg-Attentat selbst in einem Konzentrationslager inhaftiert wurde.

## Veröffentlichung
Der Mehrteiler wurde auf 35-mm-Film im Format 1:1,33 als Schwarzweißfilm veröffentlicht. Er wurde erstmals ab 5. Januar 1969 im Deutschen Fernsehfunk (DFF) ausgestrahlt. Wiederholungen gab es 1973 im Programm von DDR1, 1974 (DDR2), 1975 und 1979 (beide DDR1). Auf DVD sind die Filme 2010 um ca. 30 Minuten gekürzt mit FSK-Angabe ab 12 Jahre bei Telepool (Edel) erschienen. Ausschnitte des Films erschienen auch im Film Kennst du das Land… Eine politische Revue (DEFA, 1979), sowie in der Dokumentation Im Land der Adler und der Kreuze (DEFA, 1981), die die Verflechtungen zwischen den Machtansprüchen der Politiker und den Interessen der Wirtschaft und Industrie zwischen 1914 und 1945 aus Sicht der DDR zeigt.

## Rezeption
Anlässlich der Erstausstrahlung berichtete die Wochenschau Der Augenzeuge am 31. Januar 1969 aus dem Schwermaschinenkombinat in Magdeburg, wo einige Szenen des Films gedreht wurden. Neben Szenen aus der 5. Folge trafen sich für den Beitrag Filmbeteiligte zusammen mit Arbeitern des Schwermaschinenbau-Kombinat „Ernst Thälmann“ im Betrieb, um in Interviews den Bezug der Filmhandlung zur Geschichte des Betriebs zu erläutern. Dramaturg Ottomar Lang verlieh dem Kombinat die Auszeichnung Goldener Lorbeer des DFF. Für das Neue Deutschland schrieb Betriebsleiter Paul Sgonina über die Entwicklung des Werks und dessen Darstellung im Film.
Die Frankfurter Rundschau schrieb 1969: „Während sich Helms mit einer partiellen Demontage der Krupp-Legende begnügte (deren Faszination er übrigens am Ende selbst wieder erliegt), zielt Bengsch auf umfassendere historische Aufklärung. Über den 1933 endenden Roman hinaus verfolgt er das Schicksal seiner Helden bis in die Gegenwart.“ Bengsch griff den Erzählstoff im Jahr 1970 nochmals auf. Unter der Regie von Walter Niklaus entstand beim Rundfunk der DDR ein gleichnamiges dreiteiliges Hörspiel. Da hierfür umfangreiche Kürzungen erforderlich waren, beschränken sich die Schwerpunkte auf drei Folgen der Fernsehserie: Den Ersten Weltkrieg und die 20er Jahre mit ihren sozialistischen Arbeiterunruhen, auf Freds Widerstand im Konzentrationslager gegen die Nationalsozialisten und auf den Aufbau der DDR-Wirtschaft mit der vorgeblichen Selbstverwaltung durch die Arbeiterklasse am Beispiel des Werdegangs von Fred Krause.
Die Münchner Songgruppe hat diesen gesellschaftspolitischen Konflikt von „Monopolherr“ und „Prolet“ auf ihrem Album Wenn’s Nach Dir Ging (1970) mit dem Song Krupp Und Krause aufgegriffen und nennt ihn im Refrain den „Klassengegensatz, den jedermann versteht“. Das Lied wurde bei den X. Weltfestspielen der Jugend und Studenten 1973 in Berlin aufgeführt und vom Arbeitskreis Festival veröffentlicht. Der Text bezieht sich explizit auf die Filmhandlung: „Im anderen deutschen Staate da gibt es die Krupps nicht mehr / Da sind die Krauses selbst führwahr die Herrn der DDR / Damit sich Krupp nie wieder dort etablieren kann / strebt Krause für die DDR die Anerkennung an!“
Für das Deutsche Rundfunkarchiv gehört der Film zu den filmischen Zeitgemälden, die sich den Verschiebungen der politischen Kräfteverhältnisse in Deutschland in diesem Jahrhundert widmeten, es schreibt wörtlich: „Am Schicksal des Helden Fred Krause, gespielt von Günther Simon, wurden 60 Jahre deutsche Arbeiterbewegung verdeutlicht. Sein dargestellter Lebensweg vom Arbeiter bei Krupp bis zum Generaldirektor des Magdeburger Ernst-Thälmann-Werkes war eine dramatische Parabel, die die gesellschaftlichen Umbrüche in Deutschland und letztlich den Sieg der Arbeiterklasse verdeutlichen sollte.“
Der Filmdienst spricht von einer „Prestigeproduktion…, mit der die Überlegenheit der sozialistischen DDR über die kapitalistische BRD am Schicksal des Essener Krupp-Arbeiters Fred Krause dargestellt werden sollte. Zugleich vermittelt der Film einen (falschen) Eindruck von der Bereitschaft westdeutscher Arbeiter zum Klassenkampf.“

## Auszeichnungen
Das Produktionskollektiv des Films erhielt 1969 den Nationalpreis der DDR I. Klasse für Kunst und Literatur.